# DK Enerhetyk
I DK Enerhetyk (in ucraino ДК Енергетик?) sono un gruppo musicale ucraino fondato nel 2022 a Brovary. Il gruppo è composto dal cantante Jakiv Marnyj, dal chitarrista Vsevolod "Seva" Šutka e dal bassista Oleksandr "Fol" Foljans'kyj.

## Storia
Formatisi nel 2022 a Brovary, tutti i membri del gruppo avevano già avuto esperienza in precedenti ensemble musicali. Il nome "DK Enerhetyk" deriva dall'omonimo Palazzo della Cultura di Pryp"jat', situato nella zona di Černobyl'.
Il gruppo ha pubblicato il singolo di debutto Energetyk nel febbraio 2023. Nello stesso anno hanno rilasciato due album in studio, Junist' e Šljach.
Nell'estate del 2024 è stato annunciato che il brano Vulycja Schid della band sarebbe stato inserito nel videogioco S.T.A.L.K.E.R. 2: Heart of Chernobyl; in seguito è stato rivelato che nel gioco sarebbero inseriti altri cinque brani del gruppo. Il 20 settembre dello stesso anno, hanno pubblicato il terzo album in studio Zavtra, la cui presentazione ha avuto luogo il 29 novembre in un concerto a Kiev. L'uscita dell'album è stata anticipata dalla pubblicazione del videoclip musicale del brano Energetyk, girato nella zona di Černobyl'. Nel mese di dicembre sono riusciti a rientrare tra i finalisti di Vidbir, il processo di selezione del rappresentante ucraino all'Eurovision Song Contest 2025, dove hanno presentato il brano Sil', piazzandosi sesti.

## Stile musicale
Nei suoi primi lavori, la band mirava a catturare l'atmosfera dell'Ucraina post-sovietica degli anni '90. Tuttavia, a partire dalla pubblicazione del terzo album, ha iniziato ad esplorare temi più contemporanei.

## Formazione
- Jakiv Marnyj – voce
- Vsevolod "Seva" Šutka – chitarra
- Oleksandr "Fol" Foljans'kyj – basso elettrico

## Discografia

### Album in studio
- 2023 – Junist'
- 2023 – Šljach
- 2024 – Zavtra

### Album live
- 2024 – Nažyvo. Kasetnyj zapys

### Singoli
- 2023 – Energetyk
- 2023 – 30
- 2023 – Iskra
- 2023 – Sonce
- 2023 – Šljach Č.1
- 2023 – Šljach Č.2
- 2023 – Hrob
- 2024 – Epiloh
- 2024 – 40
- 2024 – Čerha
- 2024 – Lastivka
- 2025 – Sil'

## Riconoscimenti
- Premi Muzvar
  - 2024 – Premio "New Wave" al miglior nome emergente nella musica rock[12]